# Galeaspida
Az Galeaspida a gerinchúrosok (Chordata) törzsének, és a gerincesek (Vertebrata) altörzsének egy kihalt osztálya. A szilur és devon időszakban élt állkapocs nélküli halak voltak.

## Leírás
A csoport egyik meghatározó jellemzője a fejpáncél dorzális oldalát átvágó egyetlen orrnyílás, amely összeköttetésben állt a garattal és a kopoltyúüreggel. A szaglás és a víz áramoltatása feltehetően a mai nyálkahalak felső légutaira jellemző módon történt. A szájnyílás és a kopoltyúnyílások a fej ventrális részén voltak. A csoportba tartoznak a legtöbb kopoltyúnyílással rendelkező gerincesek: a Polybranchiaspidiformes rend egyes fajainak 45 kopoltyúnyílása volt. Lapított fejük fenéklakó életmódra utal. A fejpáncélt leszámítva testüket apró pikkelyek borították.

## Képek

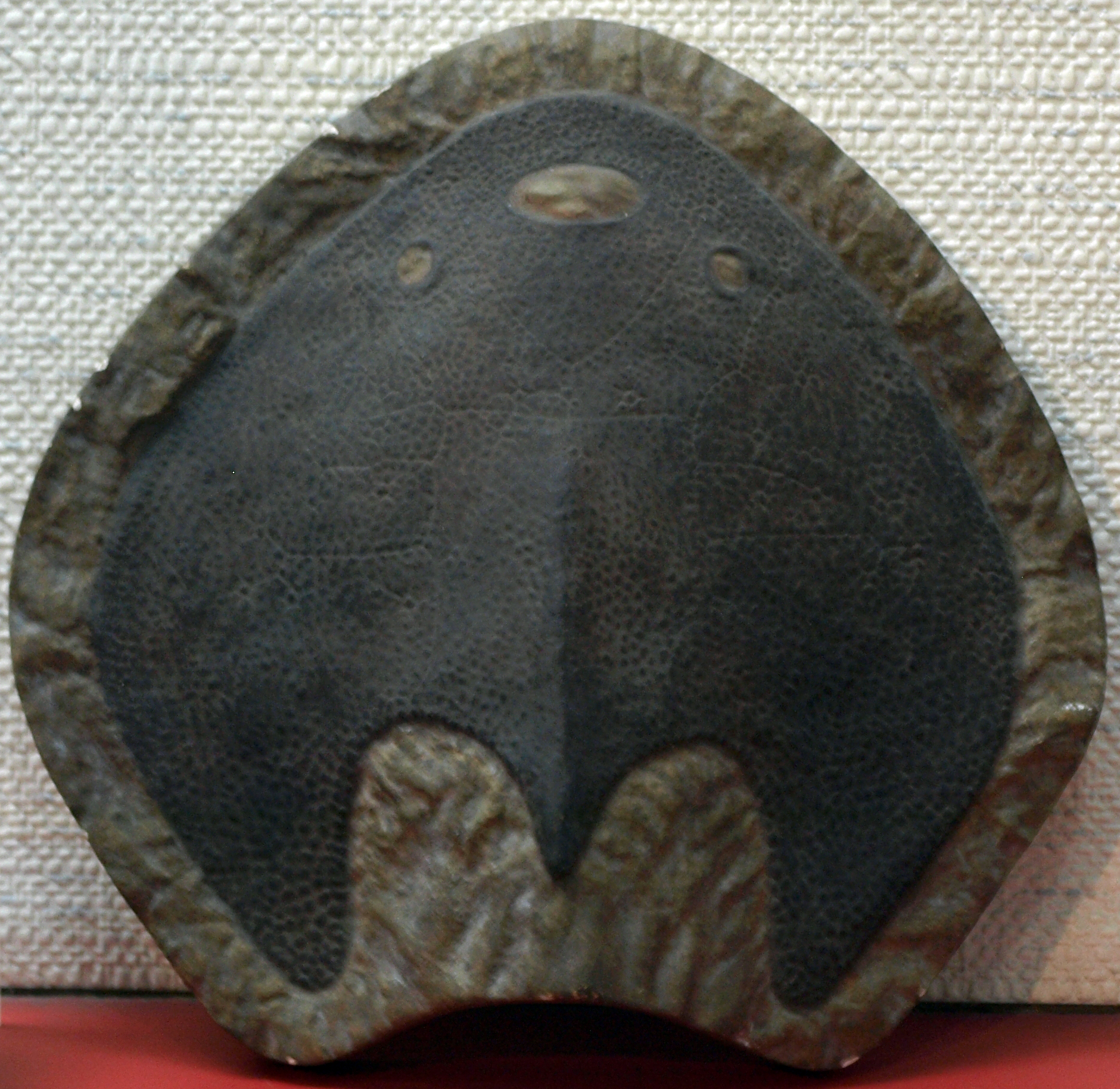
Laxaspis qujingensis fejpáncélja
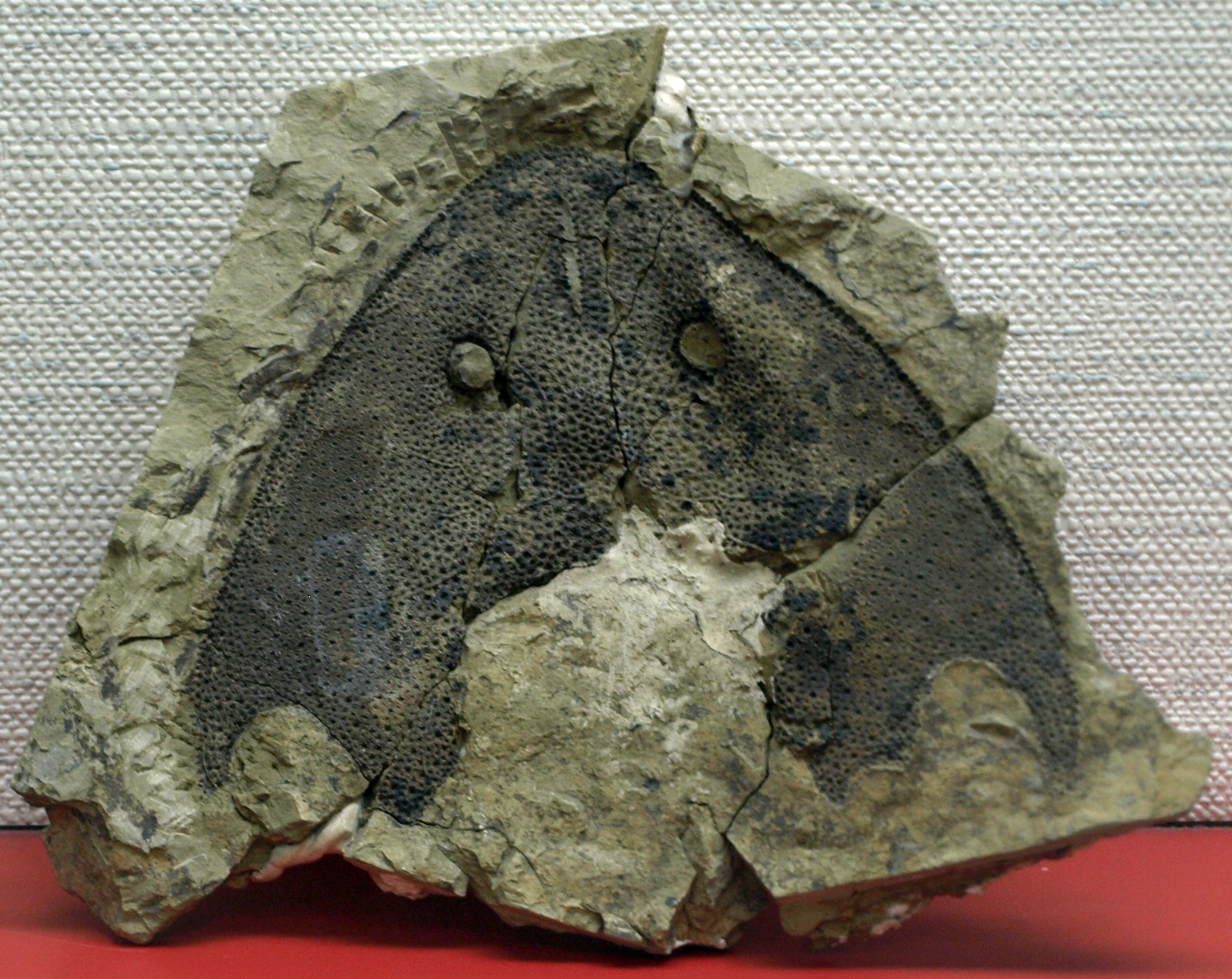
Nochelaspis maeandrine fejpáncélja

## Fordítás
- Ez a szócikk részben vagy egészben  a   Galeaspida című angol Wikipédia-szócikk fordításán alapul.  Az eredeti cikk szerkesztőit annak laptörténete sorolja fel. Ez a jelzés csupán a megfogalmazás eredetét és a szerzői jogokat jelzi, nem szolgál a cikkben szereplő információk forrásmegjelöléseként.